# Ижма (приток Усты)
И́жма — река в Нижегородской области России, левый приток Усты, протекает по Тонкинскому, Краснобаковскому и Воскресенскому районам. Длина реки составляет 57 км, площадь водосборного бассейна — 758 км².

## Описание
Начинается на высоте около 140 м над уровнем моря южнее урочища Гулиха. Река течёт на юго-запад, верхнее и среднее течение проходят по ненаселённому лесному массиву, в нижнем течении на берегах реки расположены деревни Большие Поляны, Заболотное и посёлок Ижма. Впадает в Усту у села Большие Отары. Высота устья — 72 м над уровнем моря.

## Притоки (км от устья)
- 6,3 км: река Руя (лв);
- 16 км: река Отмяга (лв);
- 32 км: река Сенга (пр);
- 43 км: река Катай (пр)[1].

## Данные водного реестра
По данным государственного водного реестра России относится к Верхневолжскому бассейновому округу, водохозяйственный участок реки — Ветлуга от города Ветлуга и до устья, речной подбассейн реки — Волга от впадения Оки до Куйбышевского водохранилища (без бассейна Суры). Речной бассейн реки — (Верхняя) Волга до Куйбышевского водохранилища (без бассейна Оки).
Код объекта в государственном водном реестре — 08010400212110000043489.